# Altinum

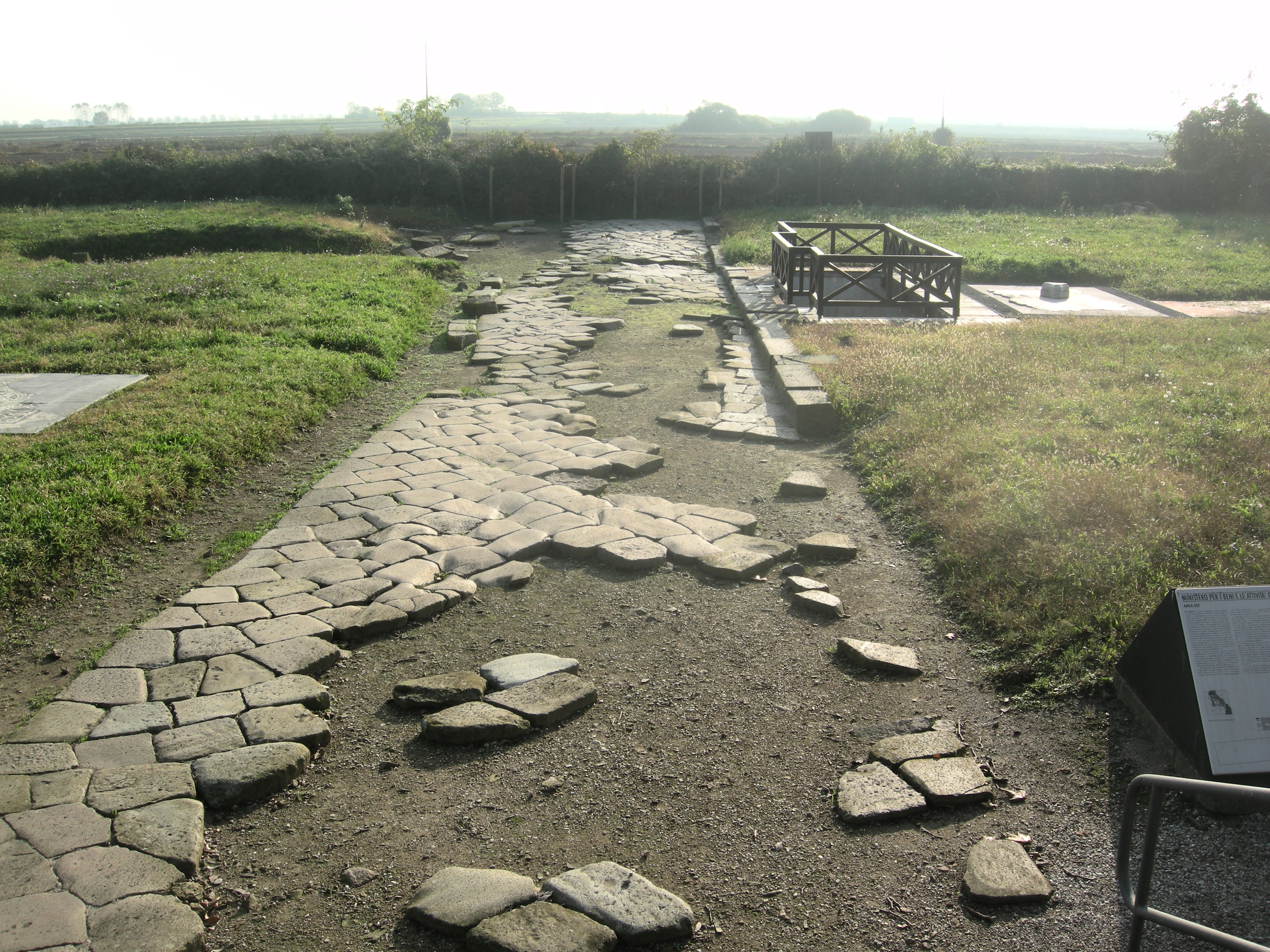
Altinum

Altinum var en gammal kuststad sydöst om Tarvisium (nutida Treviso) i Italien. Idag heter staden och Altino är en frazione, kommundel, i kommunen Quarto D'Altino med cirka 100 invånare och ett museum. 
Historiska fynd och venetianska inskriptioner visar att Altinum var betydande så tidigt som det femte århundradet före Kristus. Betydelsen blev ännu större när romarna ökade sitt inflytande i regionen, och särskilt efter byggandet av Via Annia (131 f.Kr.) som passerade staden och förband Atria med Aquileia. Stadens betydelse fortsatte efter kejsaren Augustus och hans efterträdare, Claudius som byggde vägen Via Claudia Augusta som startade i Altinum och nådde det romerska imperiet gränser i nordöst vid Donau, en sträcka på 560 km. Altinum var vid den tiden både en vacker och strategiskt viktig stad och även mycket rik. 
Nedgången började när staden förstördes av hunnern Attila 452 e.Kr. Invånarna lämnade gradvis Altinum och sökt sin tillflykt till öarna i den Venediglagunen i det område där Venedig senare byggdes. År 568 erövrades staden av langobarderna vilket fortsatte ytterligare att påskynda utvandringen till öarna. Mellan 900 och 1000-talet övergavs Altinum helt. Stadens murar har just upptäckt nära flygplatsen Marco Polo, flera mil norr om Venedig.